# Pasig

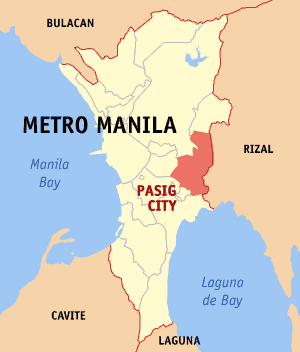
Pasigs läge i Metro Manila.

Pasig (officiellt City of Pasig) är en stad i Filippinerna och ligger i Metro Manila. Den har 617 301 invånare (2007). Staden är tillsammans med Antipolo administrativ huvudort för provinsen Rizal.
Pasig är indelad i 30 smådistrikt, barangayer, varav samtliga är klassificerade som tätortsdistrikt.